# Tommy la stella dei Giants
Tommy la stella dei Giants (巨人の星?, Kyojin no Hoshi) è il titolo italiano di una serie anime giapponese, tratta dal manga Kyojin no Hoshi (La stella dei Giants) creato nel 1966 da Ikki Kajiwara (autore dei testi) e Noboru Kawasaki (autore dei disegni). La narrazione mira ad espandere l'immaginazione su ciò che è fisicamente possibile, drammatizzando molto certe sequenze di gioco e con scene dal contenuto forte.
Ne esistono ben tre serie (per un totale di 257 episodi, prodotte tutte dalla TMS), l'ultima delle quali però fu interrotta in quanto oramai troppo lontana dall'idea di partenza. L'edizione televisiva italiana, ricavata da una versione internazionale, risale alla metà degli anni '80 quando gli episodi vennero doppiati a Milano dallo Studio P.V. e trasmessi su varie emittenti tra le quali Italia 7, Telemontecarlo e Junior Tv.
Nel 2011 l'intera serie è stata inserita nella programmazione sui canali tematici Man-ga e Anime Gold; inoltre dallo stesso anno, la serie ha iniziato ad essere pubblicata anche in Italia in DVD da Yamato Video, in due cofanetti da cinque DVD ciascuno per un totale di dieci, comprensivi dei primi 52 episodi della prima serie, ma successivamente all'uscita del secondo cofanetto è stata interrotta a causa delle scarse vendite.
Nel 2022 è stata annunciata la pubblicazione italiana della serie da parte di Dynit Manga che la pubblica a partire dal 24 giugno.

## Trama
La storia segue un giovane promettente lanciatore di baseball che sogna di poter diventare una top star come lo era stato suo padre prima di lui nel campionato professionistico giapponese.

### Antefatto
Arthur Young (Hoshi Ittetsu) è un promettente giocatore di baseball che aspira a diventare professionista e giocare nei Giants. Siamo in Giappone nei primi anni '40 e la Seconda guerra mondiale incombe. Proprio quando il passaggio al professionismo si concretizza, Arthur riceve la chiamata alle armi e si vede costretto a partire per il fronte dove, purtroppo, si ferisce seriamente a una gamba e a una spalla. Di ritorno dalla guerra Arthur vede le sue brillanti prospettive svanire: infatti le ferite di guerra fanno sì che i suoi lanci non siano più potenti come prima. Per rimediare a quest'inconveniente, inventa un lancio ad effetto che si rivela tanto efficace quanto pericoloso e per questa ragione viene estromesso dalla squadra. Causa la cocente delusione, Arthur passa le giornate ad ubriacarsi e ad oziare, costringendo la moglie Leyla a massacranti viaggi in treno per barattare qualche vecchio vestito per un po' di riso e delle patate dolci. La donna, che deve accudire anche due bambini, Giusy (Hoshi Akiko) e Tommy (Hoshi Hyuma), si ammala per via della fatica e dell'inedia e muore.

### Prima serie (182 episodi)
La serie inizia la narrazione qualche anno dopo tutto quanto appena descritto.
Arthur Young, ormai abbandonata ogni velleità personale, non ha però minimamente esaurito la sua passione per il baseball, che anzi rivive rinnovata grazie al piccolo Tommy. Il sogno, quasi ossessivo, di diventare una stella del baseball, viene quindi riflesso dal vecchio Arthur sul figlio secondogenito Tommy: il ragazzino viene sottoposto ad allenamenti massacranti, pur essendo ancora solamente poco più d'un bambino: gli viene fatta spesso indossare un'imbracatura di ferro per potenziare la muscolatura delle spalle e, nonostante sia destrorso, è costretto ad utilizzare sempre la mano sinistra sia per lanciare la palla che per mangiare.
Dopo qualche anno, entra a far parte del liceo "Sinclair", frequentato da ragazzi di famiglie benestanti dove lui inizialmente si sentiva fuori luogo a causa della sua bassa estrazione sociale, ma in poco tempo entrando nella squadra di baseball della scuola si guadagnerà la stima dei suoi compagni di scuola. Al Sinclair incontra Charlie Red (Chuuta Ban), capitano della squadra di judo con cui entrerà velocemente in contrasto ma che in breve diventerà il suo migliore amico. Charlie, facendosi trasportare dalla passione di Tommy per il baseball, abbandonerà il judo per giocare insieme al suo amico diventando il suo inseparabile catcher. Durante il suo periodo al liceo Tommy ha anche modo di mettersi in mostra come lanciatore e durante il torneo scolastico si scontra con quelli che saranno i suoi futuri avversari storici, ma anche grandi amici, ossia Alexander Mitchell (Hanagata Mitsuru), con il quale aveva già maturato una forte rivalità, e Simon Holden (Hosaku Samon).
Durante la partita contro Simon, Tommy riesce a batterlo ma il suo lancio fa a pezzi la mazza di Simon, un pezzo della mazza si catapulta violentemente contro Tommy colpendo la sua mano, spezzandogli un'unghia, impedendogli così di lanciare al meglio a causa del tremendo dolore nella finale contro Alexander perdendo inevitabilmente il torneo, in quanto Alexander riesce a battere facilmente il suo lancio. Tommy si vede costretto a ritirarsi dal liceo per essersi preso la colpa al posto di un suo compagno di scuola, colpevole di aver aggredito il padre di Charlie (maggior finanziatore dell'istituto). Con un'ascesa lenta e difficoltosa ma costante, Tommy riesce finalmente a realizzare il suo sogno: far parte della squadra dei Giants come lanciatore, insieme a Charlie il quale riuscirà pure lui a entrare in squadra. Tommy conquisterà la fama grazie all'invenzione di nuovi tipi di lanci, sempre più difficili da ribattere: il "Superlancio numero Uno" e il "Superlancio numero Due".

#### Il "Superlancio Numero Uno"
Oltre a Tommy e Charlie, anche Alexander e Simon sono diventati professionisti venendo ingaggiati da squadre avversarie, e proprio per via dell'accesa competizione con loro Tommy ha dovuto creare il Superlancio Numero Uno. Questa prima tecnica consiste in un tiro ad effetto in cui la palla colpisce la mazza del battitore (impedendogli di ribattere) e rimbalza verso il lanciatore. Tommy viene costretto ad elaborare un lancio del genere per via di un suo grandissimo punto debole: la sua stessa corporatura. Tommy infatti ha un fisico esile e leggerino che gli impedisce di dare consistenza ai suoi lanci, Simon infatti riesce a ribattere facilmente la sua palla; capendo però di poter sfruttare a proprio vantaggio questa sua peculiarità inventa un superlancio che, data la sua leggerezza, quando colpisce la mazza non schizza via in fallo ma invece rimbalza verso di lui, permettendogli quindi di recuperarla ed eliminare il battitore.
Pur di neutralizzare questo superlancio, Alexander si sottopone ad un allenamento disumano: approfittando di uno degli stabilimenti del padre (titolare di un'industria automobilistica) si allena a colpire un'enorme palla di ferro fatta penzolare dal soffitto con una mazza fatta interamente di ferro. Questo esercizio davvero mostruoso gli permetterà di sconfiggere Tommy, prima di stramazzare al suolo ed essere costretto a lasciare il campo in barella per un ricovero urgente in ospedale, cosa che infatti impedisce alla squadra di vincere la partita. Tommy e i Giants affronteranno i St. Louis Cardinals, durante una loro tournée in Giappone, e Tommy riuscirà a battere il loro fortissimo battitore, Tomas Hopkins. Il confronto con Hopkins sarà determinante nel percorso evolutivo di Tommy, dato che proprio Hopkins gli farà notare come la presenza dominante di Arthur nella sua vita gli abbia sempre impedito di crescere, e che l'esistenza del ragazzo è solo in funzione del baseball dato che Arthur gli ha impedito di coltivare altre passioni.
Tommy, desideroso di guadagnarsi la sua indipendenza, stufo di essere solo un "burattino" nelle mani di suo padre, entra violentemente in contrasto con Arthur il quale è scottato da alcune decisioni del figlio (che lascia la casa paterna assieme alla sorella, pretende il raddoppio dell'ingaggio da parte dei Giants e si concede al gossip con una giovane cantante). Frattanto Arthur, viene contattato dai Dragons per assumere il ruolo di allenatore. Arthur comunica di accettare a patto che venga ingaggiato Tomas Hopkins. Tommy intanto si innamora di Mina, esperienza che lo segnerà profondamente a causa della sua morte dovuta al cancro, quando Tommy l'ha conosciuta alla ragazza restava già poco da vivere. Arthur sottopone Hopkins ad allenamenti estenuanti (compreso il busto metallico) che però gli permetteranno alla fine di ribattere il superlancio di Tommy, decretandone così la sconfitta.

#### Il "Superlancio Numero Due"
Questa seconda tecnica consiste in una palla che scompare nei pressi della zona strike per poi riapparire nelle mani del catcher. Il trucco sta nella nube di polvere alzata dalla gamba di Tommy che, in fase di lancio, è allineata alla gamba d'appoggio; la palla passa tra la polvere, ne assorbe un po' e la rilascia gradualmente creando un vortice di polvere nel momento stesso in cui il battitore dovrebbe colpirla, ciò è dovuto al fatto che la palla curva verticalmente, in pratica è principalmente una variante del lancio curvo orizzontale di suo padre, lo stesso per cui venne esonerato dal baseball. Per merito del suo nuovo superlancio Tommy riesce a battere Hopkins, Alexander e Simon.
Scoperto questo nuovo "trucco", gli avversari di Tommy si ingegnano per cercare di compattare il terreno ed evitare così l'alzarsi della polvere che nasconde la palla. Nel frattempo però Arthur decide di ingaggiare Charlie come battitore dei Dragons da opporre proprio a Tommy, specialmente perché Hopkins è costretto a tornare con i St. Louis Cardinals. La presenza di Charlie nei Giants è fortemente legata al Superlancio Numero Due, essendo stato lui ad aiutare Tommy a perfezionarlo è l'unico a conoscerne i segreti, quindi i Giants preferiscono non cederlo ai Dragons. Arthur è determinato più che mai a distruggere la carriera di suo figlio, anche se in maniera contorta ciò è dovuto all'amore che prova per lui, avendo infatti capito che non poteva più trovare posto nella vita di Tommy come mentore, vuole farlo come nemico, per poi allontanarlo dal baseball (che è sempre stato la causa dei loro infiniti contrasti) per poi riconciliarsi con lui.
Dato che Simon e Alexander ormai avevano trovato il sistema per rendere il superlancio inefficace, Charlie viene ceduto alla squadra avversaria in quanto la sua presenza non è più necessaria, anche perché non è mai riuscito a conquistarsi nei Giants una posizione da titolare, al contrario Arthur vede in lui un grande potenziale. Benché Charlie si opponesse alla cosa, alla fine accetta avendo capito che deve trovare più indipendenza come uomo, cosa che la sua amicizia e fedeltà nei riguardi di Tommy gli impedivano di fare. Durante una partita tra i Giants e i Dragons, per un errore tattico, Charlie ribatte il superlancio di Tommy con una frazione di secondo d'anticipo, pertanto i Dragons alla fine perdono la partita, e sarà Alexander (che nel mentre si è allenato nei modi più disparati) a ribattere anche quest'altro superlancio, dando un'ulteriore battuta d'arresto alla carriera di Tommy.

#### Il "Superlancio numero Tre"
Questo Superlancio (che Tommy esegue stendendo la gamba destra, avvitando il busto e stendendo il braccio sinistro come fosse un prolungamento della gamba), diversamente dagli altri due, è molto debole, ma è proprio questa la sua pericolosità. Molti giocatori, quando lo videro per la prima volta, pensarono che fosse un miracolo dato che appena provavano a colpirla, la palla sembrava evitare la mazza. In realtà è proprio il contrario, è il movimento dell'oscillazione della mazza, data la debolezza del lancio a far sì che essa si sposti verso il catcher e rendendo pressoché impossibile ribatterlo.
La strada di Tommy e Simon incrocia quella di Alice, una giovane capobanda che nel profondo ha un cuore d'oro, Simon si innamorerà di lei, anche se Alice ha occhi solo per Tommy, che però non ricambia il suo amore. La carriera di Tommy come lanciatore sta per volgere al termine, paradossalmente proprio a causa del Superlancio Numero Tre che gli ha permesso di sconfiggere tutti i suoi avversari, compresi Simon e Alexander: ciò è dovuto al fatto che durante l'esecuzione Tommy deve mettere molta forza nel braccio, ma all'ultimo momento, proprio per dare alla palla un effetto così debole, il braccio sinistro di Tommy è costretto ad ammortizzare molta della forza che lui volutamente trattiene, e infatti i legamenti del braccio stanno cedendo. Tommy però è determinato più che mai a battere definitivamente suo padre e a diventare un grande campione anche in memoria del povero Hopkins, morto dopo una lunga agonia a causa di una ferita riportata in Vietnam mentre era sotto le armi.
Arthur solo nell'ultima partita tra i Dragons e i Giants riesce a capire come battere questo superlancio. Facendo stancare Charlie nel riscaldamento, gli impedisce di colpire la palla, permettendo alla sua squadra di conquistare 3 ball. Il punto debole è quindi questo, se il battitore non prova a ribattere la palla il lancio diventa un ball. Alla fine, come già era prevedibile, il braccio sinistro di Tommy cede durante l'ultima esecuzione del superlancio, Charlie lo ribatte ma i Dragons perdono la partita in quanto Charlie, troppo stanco a causa dei riscaldamenti che Arthur gli aveva imposto, cade a terra senza conquistare la base. I Giants vincono il campionato, e Tommy diventa un campione, riconciliandosi con Arthur il quale comprende di essere stato un cattivo padre.

### Seconda serie (52 episodi)
Questa seconda serie, nettamente più breve della precedente, si colloca in un prossimo futuro, nel quale Tommy è adulto, fallito come lanciatore mancino e quasi alcolizzato, si aggira nei campi dilettantistici di periferia e baratta discreti compensi con qualche turno di battuta e qualche fuori campo.
Nel lasso di tempo che intercorre tra le due serie, Tommy si è ritirato in montagna per prepararsi al suo rientro nel mondo del baseball come battitore, adoperando un lancia-palle automatico. Il padre, oramai vecchio e stanco, pur di preservare la salute psicofisica del figlio cerca, invano, di ostacolarlo nel disperato tentativo di allontanarlo dal baseball. Alexander e Giusy si sono sposati, e lui lavora nella società del padre, avendo lasciato il baseball, al contrario Simon gioca ancora come professionista e ha sposato Alice. Tommy incontra, all'inizio della storia, il vecchio amico Charlie Red, che pur ritiratosi dall'attività agonistica per condurre l'azienda di famiglia, si adopera per far ritornare l'amico di vecchia data tra i professionisti. Charlie si prodiga mettendo a disposizione di Tommy i migliori lanciatori del campionato, così che possa imparare a ribattere lanci più variegati, e l'allenatore americano Bill Thunder.
In seguito Tommy si accorge, casualmente, di avere una grande potenza nella mano destra quando con un lancio riesce persino a bucare una recinzione di metallo: a partire da questo episodio torna ad allenarsi come lanciatore (destro stavolta) ricordando come il padre lo avesse sempre fatto allenare a lanciare con il braccio sinistro convinto che ciò lo avrebbe aiutato a diventare un grande lanciatore. Tommy intende tornare a giocare nei Giants che ora sono sotto la guida di Mark Wembley, la squadra sta attraversando un momento difficile dato che sta collezionando solo sconfitte. Tommy migliora di molto la sua battuta sebbene non a grandi livelli, i Giants accettano di prenderlo in squadra ma solo come giocatore in prova, ottenendo dopo molto duro lavoro, il posto da titolare, grazie a una mossa che Thunder riesce a insegnargli: ribattendo la palla lui conquista la base con la sua scivolata con avvitamento, girando su se stesso avanzando sul giocatore alla base con i piedi, e l'avversario per evitare di essere ferito dai chiodi delle scarpe, sceglie di spostarsi permettendo a Tommy di conquistare la base.
Thunder in maniera analoga a come fece in passato Arthur, decide di sconfiggere Tommy allenando una delle squadre avversarie dei Giants, trovando il modo di neutralizzare la scivolata con avvitamento che lui stesso ha insegnato a Tommy, che comunque riesce a sconfiggere i battitori di Thunder grazie al suo lancio destro e per merito delle sue nuove abilità di battitore, trovando la gloria sia come lanciatore destro che come battitore aggiunto. Alexander sente rinascere il senso di competizione verso l'antico rivale, rompe gli indugi, e dopo essersi allontanato dalla moglie e sottoposto ad un intenso allenamento segreto viene ingaggiato nella squadra dei Swallows. I Giants perdono il campionato ma si qualificano in una buona posizione, purtroppo il lancio destro di Tommy è impreciso e poco calibrato, quindi Arthur gli regala un'imbracatura di metallo simile a quella che lo costringeva a indossare quando era piccolo, ma questa va applicata alla gambe, avendo capito che Tommy non riesce a stabilizzare il suo lancio destro a causa della poca forza muscolare degli arti inferiori. Tommy migliora i suoi lanci i quali diventano precisi e potenti, tanto da battere nuovamente Alexander e Simon.

### Terza serie (23 episodi)
Appoggiato dall'amico Charlie e rincuorato dalla piena fiducia dell'allenatore, Tommy procede sulla strada alla ricerca del successo con nuove scoperte strategiche e faticosi allenamenti. A lui si affianca Samuel Harvey, studente del Sinclair ed ex promessa della lotta libera convertito al baseball, ragazzo spaccone e indisciplinato con cui però Tommy metterà a punto i suoi nuovi lanci.
Ci sarà spazio anche per un fuggevole flirt di Tommy con una speaker radiofonica, Susan Barrymore, che però lo lascerà dopo aver scoperto che nel cuore del ragazzo c'è ancora il suo primo amore, Mina, morta di malattia molti anni prima.
Come in precedenza, i tiri vincenti di Tommy verranno man mano neutralizzati, infatti Simon, il suo amico/rivale, scoprirà che a causa dei molti anni in cui Tommy ha lanciato da mancino non è ancora abituato a lanciare di destro e quindi la traiettoria dei suoi lanci è prevedibile solo osservando i suoi movimenti muscolari. Ma anziché scoraggiarlo questo lo porterà a nuove intuizioni che sfoceranno in un nuovo micidiale lancio, subito battezzato "Palla miraggio". Il tiro di Tommy, infatti, ha la capacità di abbattere il muro del suono cosa che gli permette di cambiare costantemente e velocemente traiettoria dando l'impressione di moltiplicare la palla per un sottile effetto ottico, in modo da confondere il battitore, salvo poi accelerare facendo sì che la palla torni ad essere inequivocabilmente una sola quando entra in prossimità del box di battuta. Il lancio di Tommy sarà determinante per la promozione di Harvey come giocatore titolare dei Giants in quanto è l'unico catcher in grado di ricevere la Palla miraggio. Per merito di Harvey e della Palla miraggio Tommy riacquista la continuità di gioco che in passato lo aveva contraddistinto.
Simon riuscirà ad avere la soddisfazione di battere la Palla miraggio e sconfiggere Tommy, avendo studiato i segreti del lancio, riuscendo a batterlo anche grazie a un colpo di fortuna. Alexander ritorna da sua moglie e si sottopone ad allenamenti difficili per allenare la sua vista ai cambi di traiettoria della Palla miraggio, ad esempio giocando contro un tennista ribattendo la palla con la sua mazza da baseball e, sempre con la mazza, colpendo dei sassi lanciati sul fiume che rimbalzano sulla base dell'acqua, Arthur decide di aiutarlo allenandolo a colpire con la mazza una foglia trascinata dalla corrente di una cascata con l'imbracatura di metallo. Alexander riesce a sconfiggere Tommy ribattendo il suo lancio, ma con uno sforzo che va oltre il limite della sua resistenza fisica, costringendolo a lasciare definitivamente il baseball, senza rimpianti.
In un'ultima sensazionale partita, Tommy travolgerà gli avversari sfoderando tutti i lanci vincenti della sua carriera vincendo il campionato, e sarà definitivamente consacrato nell'universo del baseball come stella dei Giants. Nello stesso momento, dopo aver assistito in tv alla partita della gloria, il padre ormai gravemente malato esala l'ultimo respiro, mentre all'ospedale Giusy dà alla luce il figlio di Alexander Mitchell. Dopo aver reso l'ultimo omaggio al padre portando con sé il tanto sudato trofeo che entrambi hanno conquistato dopo anni di sacrifici, Tommy decide di lasciare i Giants e girare il mondo, per impegnarsi con tutte le sue forze a imparare cose e fare nuove esperienze. Imbarcatosi, mentre la nave che lo porterà lontano dal Giappone salpa, Tommy guarda al futuro con fiducia e si sente pronto a voltare pagina.

## Film, Special e OAV
Il primo lungometraggio cinematografico dedicato a Kyoujin no Hoshi fu proiettato nel 1969, come parte di un festival dedicato ai film a colori tratti da anime, dato che all'epoca la maggior parte delle persone possedevano ancora televisori in bianco e nero. È stato seguito da uno speciale televisivo intitolato Star of Giants vs Mighty Atoms fu trasmesso anche negli Stati Uniti come Astro Boy vs the Giants.
Almeno altri 4 film si sono susseguiti fino al 1977, e per finire un Oav in 13 episodi nel 2002. Ne è stato inoltre sviluppato un remake indiano dal titolo Rising Star, scambiando però il baseball col cricket.
| Titolo giapponese       | Traslitterazione del titolo                                    | Data             | Tipo        | Durata     |
| ----------------------- | -------------------------------------------------------------- | ---------------- | ----------- | ---------- |
| 巨人の星                | Kyoujin no Hoshi - The Movie                                   | 1969             | Film        | 90 minuti  |
|                         | Star of Giants vs the Mighty Atom                              | 1969             | Speciale TV | 30 minuti  |
| 巨人の星 行け行け飛雄馬 | Star of Giants: Ike Ike Hyuma                                  | 20 dicembre 1969 | Film        | 75 minuti  |
| 巨人の星 大リーグボール | Star of Giants: Dai Big League                                 | 1970             | Film        | 70 minuti  |
| 巨人の星 宿命の対決     | Star of Giants: Shinjuku no Taiketsu                           | 1970             | Film        | 60 minuti  |
| 新巨人の星              | New Stars of Giants the movie                                  | 1977             | Film        |            |
|                         | Stars of Giants Special Edition: Fierce Tiger Mitsuru Hanagata | 2002             | OAV         | 13 episodi |

## Personaggi e doppiatori
| Personaggio        | Nome originale         | Doppiatore originale | Doppiatore italiano                                  |
| ------------------ | ---------------------- | -------------------- | ---------------------------------------------------- |
| Tommy Young        | Hyuuma Hoshi           | Tōru Furuya          | Davide Garbolino (bambino) Marco Balzarotti (adulto) |
| Artur Young        | Ittetsu Hoshi          | Seizō Katō           | Salvatore Landolina                                  |
| Giusy Young        | Akiko Hoshi (Hanagata) | Fuyumi Shiraishi     | Roberta Gallina Laurenti                             |
| Charlie Red        | Ban Chuuta             | Jōji Yanami          | Ivo De Palma                                         |
| Alexander Mitchell | Mitsuru Hanagata       | Makio Inoue          | Flavio Arras                                         |
|                    | Tetsuharu Kawakami     | Tadashi Nakamura     |                                                      |
| Simon Holden       | Samon Housaku          | Shingo Kanemoto      | Aldo Stella                                          |
|                    | Kaneda Masaichi        | Teiji Ōmiya          |                                                      |
|                    | Kyōko                  | Reiko Mutō           |                                                      |
| Bill Thunder       | "Big"Bill Thunder      | Kenji Utsumi         | Giovanni Battezzato                                  |
| Mark Wembley       |                        |                      | Stefano Albertini                                    |
| Ronnie Henderson   |                        |                      | Maurizio Scattorin                                   |
| Harvey Rough       |                        |                      | Diego Sabre                                          |
| Romeo Lopez        |                        |                      | Pietro Ubaldi                                        |
| George Connor      |                        |                      | Massimiliano Lotti                                   |
| Mina               |                        |                      | Marina Massironi                                     |
| Sebastian          |                        |                      | Gabriele Calindri                                    |
| Geiss              |                        |                      | Riccardo Peroni                                      |
| Mitchum            |                        |                      | Orlando Mezzabotta                                   |
| Telecronista       |                        |                      | Roberto Colombo                                      |
| Daniel Red         |                        |                      | Tony Fuochi                                          |
| Morgan             |                        |                      | Massimiliano Lotti                                   |
| Sean Cooper        |                        |                      | Sergio Romanò                                        |
| Jim Reagan         |                        |                      | Paolo Marchese                                       |
| Fred Cross         |                        |                      | Antonio Ballerio                                     |
| Emily              |                        |                      | Marina Massironi                                     |
| Thomas Hopkins     |                        |                      | Marco Pagani                                         |
| Alice              |                        |                      | Irene Scalzo                                         |
| Amy                |                        |                      | Elisabetta Cesone                                    |
| Peter Curtis       |                        |                      | Luca Sandri                                          |
| Rash               |                        |                      | Felice Invernici                                     |
| Caroline           |                        |                      | Marina Massironi                                     |

- Doppiaggio: Studio P.V.
- Traduzione: Elisa Bellia, Tiziana Tosolini, Daniela Raugi
- Adattamento dialoghi: Luca Semeraro, Enrica Minini, Rossana Silini
- Direzione del doppiaggio: Dania Cericola, Patrizia Salmoiraghi

## Lista episodi

### Prima serie
| Nº                           | Titolo italiano Giapponese 「Kanji」 - Rōmaji                                    | In onda           | In onda |
| Nº                           | Titolo italiano Giapponese 「Kanji」 - Rōmaji                                    | Giapponese        |         |
| Infanzia (7 episodi)         |                                                                                  |                   |         |
| 1                            | Alla conquista della stella 「めざせ栄光の星」 - mezase eikou no hoshi           | 30 marzo 1968     |         |
| 2                            | L'invenzione di Arthur 「悪魔のギブス」 - akuma no gibusu                        | 6 aprile 1968     |         |
| 3                            | Lezione di vita 「王貞治との対決」 - ou sadaharu to no taiketsu                  | 13 aprile 1968    |         |
| 4                            | La grande sfida 「死のノックアウト打法」 - shino knockout dahou                  | 20 aprile 1968    |         |
| 5                            | Un piccolo incidente 「幻のスイッチピッチャー」 - maboroshi no switch pitcher    | 27 aprile 1968    |         |
| 6                            | Il ritorno di Edward 「超人ランナー」 - choujin runner                           | 4 maggio 1968     |         |
| 7                            | Una forte tentazione 「虚栄のボール」 - kyoei no ball                            | 11 maggio 1968    |         |
| Liceo Sinclair (38 episodi)  |                                                                                  |                   |         |
| 8                            | Una decisione difficile 「もえろ、ライバル」 - moeru, rival                      | 18 maggio 1968    |         |
| 9                            | Alla ricerca della verità 「真実へのピッチング」 - shinjitsu heno pitching       | 25 maggio 1968    |         |
| 10                           | Grazie, papà 「日本一の日雇人夫」 - nippon ichi no hiyatoi ninpu                 | 1º giugno 1968    |         |
| 11                           | L'arrivo al liceo Sinclair 「青雲のせまき門」 - seiun no semaki mon              | 8 giugno 1968     |         |
| 12                           | Il capo-claque 「鬼の応援団長・伴宙太」 - oni no ouen danchou・tomo chuu futoshi | 15 giugno 1968    |         |
| 13                           | La sfida 「根性のうさぎとび」 - konjou no usagi tobi                             | 22 giugno 1968    |         |
| 14                           | Un nuovo compagno 「あざだらけのミット」 - azudarake no mitto                    | 29 giugno 1968    |         |
| 15                           | La congiura 「嵐のマウンド」 - arashi no maundo                                  | 6 luglio 1968     |         |
| 16                           | La prima partita 「早すぎた登板」 - haya sugita touban                           | 13 luglio 1968    |         |
| 17                           | Il grande confronto 「宿命の対決」 - shukumei no taiketsu                        | 20 luglio 1968    |         |
| 18                           | Il nemico è in agguato 「一番恐ろしい敵」 - ichiban osoroshii teki               | 27 luglio 1968    |         |
| 19                           | L'incidente di Giusy Young 「狙われた左腕」 - ichiban osoroshii teki             | 3 agosto 1968     |         |
| 20                           | Un nuovo allenatore 「のこりかす監督」 - nokorikasu kantoku                      | 10 agosto 1968    |         |
| 21                           | La prova di Arthur 「テストされる星監督」 - test sareru hoshi kantoku            | 17 agosto 1968    |         |
| 22                           | La squadra si ribella 「拒否された特訓」 - kyohisareta tokkun                    | 24 agosto 1968    |         |
| 23                           | I disegni 「スケッチブックの秘密」 - sketchbook no himitsu                       | 31 agosto 1968    |         |
| 24                           | La tattica misteriosa 「謎のへそ作戦」 - nazo no heso sakusen                    | 7 settembre 1968  |         |
| 25                           | Addio, allenatore 「汗と涙の背番号1」 - ase to namida no sebangou 1              | 14 settembre 1968 |         |
| 26                           | Il cammino verso la gloria 「栄光への第一戦」 - eikou he no dai ichisen          | 21 settembre 1968 |         |
| 27                           | Uno spiacevole incidente 「迷いの失投」 - mayoi no shittou                       | 28 settembre 1968 |         |
| 28                           | Una vittoria meritata 「根性の延長戦」 - konjou no enchousen                     | 5 ottobre 1968    |         |
| 29                           | La finalissima 「泥だらけの決勝戦」 - doro darake no kesshousen                  | 12 ottobre 1968   |         |
| 30                           | Lo sfidante 「山から来た挑戦者」 - yama kara kita chousensha                     | 19 ottobre 1968   |         |
| 31                           | Un organizzatore esigente 「とび込んできた浪速っ子」 - tobi konde kita naniwakko | 26 ottobre 1968   |         |
| 32                           | Una partita emozionante 「一本足のホームラン」 - ichi-hon ashi no home run       | 2 novembre 1968   |         |
| 33                           | Ricordi 「甲子園のVサイン」 - Koushien no V sign                                 | 9 novembre 1968   |         |
| 34                           | Il sorteggio 「甲子園大会はじまる」 - Koushien taikai hajimaru                   | 16 novembre 1968  |         |
| 35                           | Due campioni a confronto 「魔球対豪速球」 - makyuu tai gousokkyuu                | 23 novembre 1968  |         |
| 36                           | Uno sfortunato battitore 「悲運の強打者」 - hiun no kyoudasha                    | 30 novembre 1968  |         |
| 37                           | Simon 「執念の男左門」                                                           | 7 dicembre 1968   |         |
| 38                           | Una vittoria sofferta 「涙のストライク」                                         | 14 dicembre 1968  |         |
| 39                           | La ferita di Tommy 「雨の中の闘志」                                              | 21 dicembre 1968  |         |
| 40                           | La sfida finale 「血ぞめの決勝戦」                                               | 28 dicembre 1968  |         |
| 41                           | La sconfitta 「よみがえれ飛雄馬」                                                | 4 gennaio 1969    |         |
| 42                           | L'agguato 「怒りのやみうち事件」                                                 | 11 gennaio 1969   |         |
| 43                           | Chi è l'aggressore? 「友情のやみなべ」                                           | 18 gennaio 1969   |         |
| 44                           | Il vero aggressore è... 「みがわり退学」                                         | 25 gennaio 1969   |         |
| 45                           | Il ritiro dal liceo 「失われた目標」                                             | 1º febbraio 1969  |         |
| Selezioni (8 episodi)        |                                                                                  |                   |         |
| 46                           | Un regalo per Mr. Ronnie 「川上監督へのおくりもの」                              | 8 febbraio 1969   |         |
| 47                           | Le undici squadre 「押しかけた十一球団」                                         | 15 febbraio 1969  |         |
| 48                           | Le scarpe di Arthur 「父一徹のスパイク」                                         | 22 febbraio 1969  |         |
| 49                           | Esame di ammissione 「燃えあがる入団テスト」                                     | 1º marzo 1969     |         |
| 50                           | Un temibile rivale 「堀内に挑むライバル」                                        | 8 marzo 1969      |         |
| 51                           | Un lancio decisivo 「二度目の魔送球」                                            | 15 marzo 1969     |         |
| 52                           | La maglia n° 16 「栄光の背番号16」                                               | 22 marzo 1969     |         |
| 53                           | L'ingresso nei professionisti 「花形・左門の入団決定」                           | 29 marzo 1969     |         |
| Giants House (11 episodi)    |                                                                                  |                   |         |
| 54                           | Il ritiro dei Giants 「ゆけ多摩川グラウンド」                                    | 5 aprile 1969     |         |
| 55                           | Tommy sfida i campioni 「王、長嶋への挑戦」                                      | 12 aprile 1969    |         |
| 56                           | La casa dei Giants 「無視された左腕」                                            | 19 aprile 1969    |         |
| 57                           | Una lezione indimenticabile 「王、長嶋の涙の教訓」                               | 26 aprile 1969    |         |
| 58                           | La corsa 「消えゆく先輩」                                                        | 3 maggio 1969     |         |
| 59                           | Un duro allenamento 「血みどろノック」                                           | 10 maggio 1969    |         |
| 60                           | Il super onesto 「ばか正直の飛雄馬」                                             | 17 maggio 1969    |         |
| 61                           | Il primo stipendio 「飛雄馬の初月給」                                            | 24 maggio 1969    |         |
| 62                           | La prima vittoria 「はじめての勝利」                                             | 31 maggio 1969    |         |
| 63                           | Il punto debole di Tommy 「限りなき前進の誓い」                                  | 7 giugno 1969     |         |
| 64                           | Una prova difficile 「雪玉のひみつ」                                             | 14 giugno 1969    |         |
| Esordio (6 episodi)          |                                                                                  |                   |         |
| 65                           | Il registro dei punteggi 「盗まれたスコアブック」                                | 21 giugno 1969    |         |
| 66                           | I preziosi consigli di Sean Cooper 「金田投手のアドバイス」                      | 28 giugno 1969    |         |
| 67                           | Festeggiamenti per Tommy Young 「落日の中の胴上げ」                              | 5 luglio 1969     |         |
| 68                           | Un terribile pronostico 「おそるべき予言」                                       | 12 luglio 1969    |         |
| 69                           | Salvataggio in extremis 「つかみとられたホームラン」                             | 19 luglio 1969    |         |
| 70                           | La spedizione di Simon 「左門の予告ホームラン」                                  | 26 luglio 1969    |         |
| Superlancio n°1 (51 episodi) |                                                                                  |                   |         |
| 71                           | L'araba fenice 「かえれ不死鳥」                                                  | 2 agosto 1969     |         |
| 72                           | Il battitore bendato 「めかくしのバッター」                                      | 9 agosto 1969     |         |
| 73                           | L'allenamento misterioso 「謎の特訓」                                            | 16 agosto 1969    |         |
| 74                           | Allenamento a sorpresa 「一徹の見た幻」                                          | 23 agosto 1969    |         |
| 75                           | Il grande lancio 「大リーグボール誕生」                                          | 30 agosto 1969    |         |
| 76                           | Una partita emozionante 「宿敵花形との対決」                                     | 6 settembre 1969  |         |
| 77                           | La sfida di Alexander 「花形捨て身の挑戦」                                       | 13 settembre 1969 |         |
| 78                           | Le selezioni 「鬼のグラウンドキーパー」                                          | 20 settembre 1969 |         |
| 79                           | La partita delle stelle 「オールスターのできごと」                               | 27 settembre 1969 |         |
| 80                           | La mazza di ferro 「魔の鉄バット」                                               | 4 ottobre 1969    |         |
| 81                           | Nove vittorie di fila 「破竹の九連勝」                                           | 11 ottobre 1969   |         |
| 82                           | Tommy contro Alexander 「巨人・阪神の死闘」                                      | 18 ottobre 1969   |         |
| 83                           | Il fuoricampo 「傷だらけのホームイン」                                           | 25 ottobre 1969   |         |
| 84                           | L'articolo di giornale 「左門の築いた城」                                        | 1º novembre 1969  |         |
| 85                           | Una tecnica sbagliata 「根性の門限やぶり」                                       | 8 novembre 1969   |         |
| 86                           | Un nuovo lancio segreto di Tommy 「秘密兵器との対決」                            | 15 novembre 1969  |         |
| 87                           | James sfida Tommy 「片目の大リーガー」                                           | 22 novembre 1969  |         |
| 88                           | Creato per il baseball 「野球ロボット、オズマ」                                  | 29 novembre 1969  |         |
| 89                           | Due campioni a confronto 「不吉な背番号13」                                      | 6 dicembre 1969   |         |
| 90                           | Il dubbio 「ロボット対人形」                                                     | 13 dicembre 1969  |         |
| 91                           | Thomas Stevenson 「栄光のピッチング」                                            | 20 dicembre 1969  |         |
| 92                           | Il nuovo contratto 「折り合わぬ契約」                                            | 27 dicembre 1969  |         |
| 93                           | Un giovane di grande successo 「新しい年のはじまり」                             | 3 gennaio 1970    |         |
| 94                           | Giusy se ne va 「飛び立つ星」                                                    | 10 gennaio 1970   |         |
| 95                           | Un tumultuoso fuori stagione 「苦しみのシーズンオフ」                            | 17 gennaio 1970   |         |
| 96                           | Una proposta allettante 「水原監督と父一徹」                                     | 24 gennaio 1970   |         |
| 97                           | Affari di cuore 「宮崎キャンプでの噂」                                           | 31 gennaio 1970   |         |
| 98                           | Ricordi nostalgici 「姉・明子の道」                                              | 7 febbraio 1970   |         |
| 99                           | Una meravigliosa avventura 「運命の出会い」                                      | 14 febbraio 1970  |         |
| 100                          | L'ultimo incontro 「炎の青春」                                                   | 21 febbraio 1970  |         |
| 101                          | Il segreto di Mina 「美奈の秘密」                                                | 28 febbraio 1970  |         |
| 102                          | L'ultimo tramonto 「落日の悲しみ」                                               | 7 marzo 1970      |         |
| 103                          | Nuova vita per Tommy 「飛雄馬よいずこへ」                                        | 14 marzo 1970     |         |
| 104                          | Tommy scompare 「おちゆく星」                                                    | 21 marzo 1970     |         |
| 105                          | L'insistenza di Hopkins 「オズマの執念」                                         | 28 marzo 1970     |         |
| 106                          | Un allenatore inflessibile 「鬼コーチ一徹の誕生」                                | 4 aprile 1970     |         |
| 107                          | Una faticosa preparazione 「大リーグボール打倒ギブス」                           | 11 aprile 1970    |         |
| 108                          | Una gara senza speranza 「絶望のペナントレース」                                 | 18 aprile 1970    |         |
| 109                          | La ripresa di Tommy 「飛雄馬、立つ・・」                                         | 25 aprile 1970    |         |
| 110                          | Gli incredibili 1000 lanci 「燃える千本投球」                                    | 2 maggio 1970     |         |
| 111                          | Una presa disperata 「命がけのキャッチ」                                         | 9 maggio 1970     |         |
| 112                          | Tommy è di riserva 「迷いの二軍戦」                                              | 16 maggio 1970    |         |
| 113                          | Il colpo a effetto 「大リーグボール復活」                                        | 23 maggio 1970    |         |
| 114                          | La forma ritrovata 「見えないスイング」                                          | 30 maggio 1970    |         |
| 115                          | Astuzie di un allenatore 「巨大な敵・父一徹」                                    | 6 giugno 1970     |         |
| 116                          | Vittorie facili 「不安の中の四連勝」                                             | 13 giugno 1970    |         |
| 117                          | L'avvertimento di Alexander 「不気味な予感」                                     | 20 giugno 1970    |         |
| 118                          | Ruggisci giovane leone 「吼える若獅子」                                          | 27 giugno 1970    |         |
| 119                          | Fine del lancio ad effetto 「大リーグボールの死」                                | 4 luglio 1970     |         |
| 120                          | Insegnamenti paterni 「飛雄馬への警告」                                          | 11 luglio 1970    |         |
| 121                          | La maglia n°16 「泥まみれの背番号16」                                            | 18 luglio 1970    |         |
| Superlancio n°2 (46 episodi) |                                                                                  |                   |         |
| 122                          | Il nuovo lancio 「大リーグ2号のヒント」                                          | 25 luglio 1970    |         |
| 123                          | La strategia di Mr.Ronnie 「川上監督の新作戦」                                   | 1º agosto 1970    |         |
| 124                          | I fratelli di Simon 「すばらしい兄、左門」                                       | 8 agosto 1970     |         |
| 125                          | La palla di tela 「ズックのボール」                                              | 15 agosto 1970    |         |
| 126                          | Amore infranto 「花形と姉明子」                                                  | 22 agosto 1970    |         |
| 127                          | La prova del fuoco 「テストされる川上監督」                                      | 29 agosto 1970    |         |
| 128                          | Un lancio miracoloso 「必殺の大リーグボール2号」                                 | 5 settembre 1970  |         |
| 129                          | Un piano fallimentare 「一徹の秘策」                                             | 12 settembre 1970 |         |
| 130                          | La sfida di Simon 「左門の挑戦」                                                 | 19 settembre 1970 |         |
| 131                          | Un'incombente minaccia 「消える魔球の推理」                                      | 26 settembre 1970 |         |
| 132                          | Una bruciante sconfitta 「天才・花形の敗北」                                     | 3 ottobre 1970    |         |
| 133                          | Addio al Baseball 「大投手金田の引退」                                           | 10 ottobre 1970   |         |
| 134                          | Charlie Red è preso di mira 「狙われた伴宙太」                                   | 17 ottobre 1970   |         |
| 135                          | Hopkins Torna negli USA 「去りゆくオズマ」                                       | 24 ottobre 1970   |         |
| 136                          | Il migliore amico 「親友」                                                       | 31 ottobre 1970   |         |
| 137                          | L'indizio della palla invisibile 「消える魔球の手がかり」                        | 7 novembre 1970   |         |
| 138                          | Un duro allenamento 「しごかれる伴宙太」                                         | 14 novembre 1970  |         |
| 139                          | La tecnica di Alex e Simon 「花形・左門の執念」                                  | 21 novembre 1970  |         |
| 140                          | La decisione di Mr.Ronnie 「川上監督の決意」                                     | 28 novembre 1970  |         |
| 141                          | Il 2°superlancio 「大リーグボール2号の危機」                                     | 5 dicembre 1970   |         |
| 142                          | I due amici si dividono 「ひきさかれた友情」                                     | 12 dicembre 1970  |         |
| 143                          | Un addio commovente 「血涙の別れ」                                               | 19 dicembre 1970  |         |
| 144                          | Charlie Red passa ai Dragons 「鬼の弟子・伴宙太」                                | 26 dicembre 1970  |         |
| 145                          | La sfida del superlancio 「ON魔球への挑戦」                                      | 2 gennaio 1971    |         |
| 146                          | La fenice vola ancora 「はばたけ不死鳥」                                         | 9 gennaio 1971    |         |
| 147                          | Il sostituto di Charlie Red 「伴の替わりにきた投手」                             | 16 gennaio 1971   |         |
| 148                          | Un uomo solo in campo 「グラウンドの孤独者」                                     | 23 gennaio 1971   |         |
| 149                          | Il momento di Charlie Red 「起ち上れ!伴」                                        | 30 gennaio 1971   |         |
| 150                          | Il giustiziere di Tommy 「刺客志願」                                             | 6 febbraio 1971   |         |
| 151                          | La vigilia della battaglia 「対決その前夜」                                      | 13 febbraio 1971  |         |
| 152                          | Tommy contro Charlie 「対決・・星対伴」                                          | 20 febbraio 1971  |         |
| 153                          | Viene battuto il secondo superlancio 「魔球打たれる!」                           | 27 febbraio 1971  |         |
| 154                          | L'uomo senza scrupoli 「敗れた鬼」                                               | 6 marzo 1971      |         |
| 155                          | I piani di Alexander 「花形の奇策」                                              | 13 marzo 1971     |         |
| 156                          | Le posizioni della gamba 「大リーグボール二号の敗北」                            | 20 marzo 1971     |         |
| 157                          | Simon è nei guai 「傷だらけの負け犬」                                            | 27 marzo 1971     |         |
| 158                          | La capobanda Alice 「女番長・お京」                                              | 3 aprile 1971     |         |
| 159                          | Scambio di favori 「借りを返せ!」                                                | 10 aprile 1971    |         |
| 160                          | L'amore di Simon 「左門の恋」                                                    | 17 aprile 1971    |         |
| 161                          | La mamma di Tommy 「飛雄馬の母」                                                 | 24 aprile 1971    |         |
| 162                          | La trappola 「仕組まれた罠」                                                     | 1º maggio 1971    |         |
| 163                          | L'amore di Alice 「京子の真心」                                                  | 8 maggio 1971     |         |
| 164                          | Gioco di squadra 「すべてか!ゼロか!」                                            | 15 maggio 1971    |         |
| 165                          | Una visita inaspettata 「友情のファインプレー」                                  | 22 maggio 1971    |         |
| 166                          | L'incubo della sconfitta 「悪夢のオールスター」                                  | 29 maggio 1971    |         |
| 167                          | Una nuova partenza 「新たなる門出」                                              | 5 giugno 1971     |         |
| Superlancio n°3 (15 episodi) |                                                                                  |                   |         |
| 168                          | Il superlancio Nr.3 「大リーグボール三号」                                       | 12 giugno 1971    |         |
| 169                          | Tommy alla riscossa 「謎のアンダースロー」                                       | 19 giugno 1971    |         |
| 170                          | La palla magica 「覆面魔球」                                                     | 26 giugno 1971    |         |
| 171                          | Il ritorno di Hopkins 「かえってきたオズマ」                                     | 3 luglio 1971     |         |
| 172                          | La fine di Hopkins 「オズマの死」                                                | 10 luglio 1971    |         |
| 173                          | Lo scoppio della macchina 「壊れたピッチングマシーン」                           | 17 luglio 1971    |         |
| 174                          | Il coraggio di Tommy 「白い血の秘密」                                            | 24 luglio 1971    |         |
| 175                          | La vittoria dei giovani leoni 「勝利の若獅子」                                   | 31 luglio 1971    |         |
| 176                          | La grande sfida di Simon 「左門のスピン打法」                                    | 7 agosto 1971     |         |
| 177                          | Un ricordo del passato 「正捕手への道・吉原物語」                                | 14 agosto 1971    |         |
| 178                          | Un terribile segreto di Tommy 「生命を投げる魔球」                               | 21 agosto 1971    |         |
| 179                          | Arthur lancia la sfida 「青白き炎の挑戦状」                                      | 28 agosto 1971    |         |
| 180                          | Il dramma di Tommy 「覚悟の登板」                                                | 4 settembre 1971  |         |
| 181                          | A un passo dalla stella 「決死の完全試合」                                       | 11 settembre 1971 |         |
| 182                          | La gloriosa stella dei Giants 「輝け!巨人の星」                                  | 18 settembre 1971 |         |

### Seconda serie
| Nº | Titolo italiano Giapponese 「Kanji」 - Rōmaji                                      | In onda           | In onda |
| Nº | Titolo italiano Giapponese 「Kanji」 - Rōmaji                                      | Giapponese        |         |
| 1  | Un brutto momento 「新たなる栄光の星へ」 - Arata naru eikō no hoshi he             | 1º ottobre 1977   |         |
| 2  | Il battitore aggiunto 「謎を秘めた代打屋」 - Nazo wo hime ta daida ya              | 8 ottobre 1977    |         |
| 3  | Padre contro figlio 「再会を拒む父と子」 - Saikai wo kobamu chichi to ko           | 15 ottobre 1977   |         |
| 4  | Una nuova vita per Tommy 「果てなき野球地獄」 - Hate naki yakyū jigoku             | 22 ottobre 1977   |         |
| 5  | L'ideale di Tommy 「伴と星・涙の再会」 - Tomonato hoshi. namida no saikai          | 29 ottobre 1977   |         |
| 6  | Il misterioso Bill Thunder 「謎のビル・サンダー」 - Nazo no biru. sanda            | 5 novembre 1977   |         |
| 7  | Un diario prezioso 「影の友情・左門メモ」 - Kage no yūjō. hidari mon memo          | 12 novembre 1977  |         |
| 8  | Il gran rovescio 「対エース作戦開始」 - Tsui esu sakusen kaishi                    | 19 novembre 1977  |         |
| 9  | Il pericolo Reusch 「新しい標的・タブチ」 - Atarashi i hyōteki. tabuchi            | 26 novembre 1977  |         |
| 10 | La grande inversione 「大どんでん返しの正体」 - Dai donden kaeshi no shōtai        | 3 dicembre 1977   |         |
| 11 | La scoperta di Wembley 「背番号90との再会」 - Sebangō 90 tono saikai               | 10 dicembre 1977  |         |
| 12 | Il rifiuto di Thunder 「右投げ・新たなる波紋」 - Migi nage. arata naru hamon       | 17 dicembre 1977  |         |
| 13 | Il ritorno imminente di Tommy 「驚異の長島構想」 - Kyōi no nagashima kōsō          | 24 dicembre 1977  |         |
| 14 | Una telefonata misteriosa 「電話の謎・明子の迷い」 - Denwa no nazo. akiko no mayoi | 7 gennaio 1978    |         |
| 15 | Il primo passo 「冷たい復帰への道」 - Tsumeta i fukki heno michi                   | 14 gennaio 1978   |         |
| 16 | Un penoso allenamento 「忍耐のキャンプイン」 - Nintai no kyanpuin                  | 21 gennaio 1978   |         |
| 17 | Le fatiche di un principiante 「嵐の中のテスト生」 - Arashi no nakano tesuto nama  | 28 gennaio 1978   |         |
| 18 | L'arma segreta 「ビル・サンダーの秘策」 - Biru. sanda no hisaku                    | 4 febbraio 1978   |         |
| 19 | La grande decisione 「鬼のスクリュー特訓」 - Oni no sukuryū tokkun                 | 11 febbraio 1978  |         |
| 20 | La scivolata di Tommy 「必殺のスライディング」 - Hissatsu no suraideingu           | 18 febbraio 1978  |         |
| 21 | Una nuova decisione 「新たなる決意・背番号3」 - Arata naru ketsui. sebangō 3       | 25 febbraio 1978  |         |
| 22 | Il giuramento 「背番号3への誓い」 - Sebangō 3 heno chikai                          | 4 marzo 1978      |         |
| 23 | Un amaro debutto 「無念の初舞台」 - Munen no hatsubutai                            | 11 marzo 1978     |         |
| 24 | La scivolata a vite 「恐怖の殺人盗塁」 - Kyōfu no satsujin tōrui                   | 18 marzo 1978     |         |
| 25 | Tommy contro Curtis 「飛雄馬対カケフ」 - Hyūma tsui kakefu                         | 25 marzo 1978     |         |
| 26 | Il tradimento di Thunder 「サンダーの裏切り」 - Sanda no uragiri                   | 1º aprile 1978    |         |
| 27 | Simon ci riprova 「非情のバント作戦」 - Hijō no banto sakusen                      | 8 aprile 1978     |         |
| 28 | Tommy contro Thunder 「血みどろの挑戦」 - Chi midorono chōsen                      | 15 aprile 1978    |         |
| 29 | La tattica di Curtis 「カケフとの対決」 - Kakefu tono taiketsu                     | 22 aprile 1978    |         |
| 30 | Scontro tra "stelle" 「オールスター戦の謎」 - ōrusuta sen no nazo                  | 29 aprile 1978    |         |
| 31 | Il clamoroso lancio di Tommy 「大遠投の波紋」 - Dai entō no hamon                  | 6 maggio 1978     |         |
| 32 | Il comunicato di Wembly 「長島宣告の怪奇」 - Nagashima senkoku no kaiki            | 13 maggio 1978    |         |
| 33 | Il metodo di Cross 「王貞治ノーコン投法」 - ōsadaharu nōkon tō hō                  | 20 maggio 1978    |         |
| 34 | Tommy, lanciatore destro 「右腕の初勝利」 - Migiude no hatsushōri                  | 27 maggio 1978    |         |
| 35 | La sconfitta di Curtis e Rush 「打倒!タブチ・カケフ」 - Datō! tabuchi. kakefu      | 3 giugno 1978     |         |
| 36 | Finalmente è vittoria 「自滅の死四球」 - Jimetsu no shi shikyū                     | 10 giugno 1978    |         |
| 37 | Tommy contro Simon Holden 「決戦!飛雄馬対左門」 - Kessen! hyūma tsui hidari mon    | 17 giugno 1978    |         |
| 38 | La riconquista del campionato 「奪回!栄光のV1」 - Dakkai! eikō no V1               | 24 giugno 1978    |         |
| 39 | La serie giapponese 「逆転!日本シリーズ」 - Gyakuten! nippon shirizu               | 1º luglio 1978    |         |
| 40 | I vincitori del campionato 「驚異!殺人ライナー」 - Kyōi! satsujin raina            | 8 luglio 1978     |         |
| 41 | Il premio del ritorno 「真実のカムバック賞」 - Shinjitsu no kamubakku shō          | 15 luglio 1978    |         |
| 42 | Un regalo inaspettato 「父一徹の贈り物」 - Chichi ittetsu no okurimono             | 22 luglio 1978    |         |
| 43 | Una nuova amicizia 「闘志に燃えた友情」 - Tōshi ni moe ta yūjō                     | 29 luglio 1978    |         |
| 44 | Gli eterni rivali 「始動!宿命の星・花形」 - Shidō! shukumei no hoshi. hanagata     | 5 agosto 1978     |         |
| 45 | La sfida di Mac 「喧嘩屋マックの挑戦」 - Kenka ya makku no chōsen                  | 12 agosto 1978    |         |
| 46 | La carriera di Fred Cross 「輝け栄光!王貞治」 - Kagayake eikō! ōsadaharu           | 19 agosto 1978    |         |
| 47 | Il misterioso sig. Howard 「ミスター虎の正体」 - Misuta tora no shōtai             | 26 agosto 1978    |         |
| 48 | Mitchell in prova 「試練のテスト生・花形」 - Shiren no tesuto nama. hanagata       | 2 settembre 1978  |         |
| 49 | Un magnifico rientro 「華麗なる復帰」 - Karei naru fukki                           | 9 settembre 1978  |         |
| 50 | Il lancio destro 「右投手用ギブスの成果」 - Migi tōshu yō gibusu no seika          | 16 settembre 1978 |         |
| 51 | Un computer contro Tommy 「コンピューター対飛雄馬」 - Konpyūta tsui hyūma          | 23 settembre 1978 |         |
| 52 | Vola Tommy! 「はばたけ!飛雄馬」 - Habatake! hyūma                                  | 30 settembre 1978 |         |

### Terza serie
| Nº | Titolo italiano Giapponese 「Kanji」 - Rōmaji                                              | In onda           | In onda |
| Nº | Titolo italiano Giapponese 「Kanji」 - Rōmaji                                              | Giapponese        |         |
| 1  | La gloria futura 「明日の栄光をつかめ!」 - Ashita no eikō wotsukame!                       | 14 aprile 1979    |         |
| 2  | Tommy affronta Alexander 「対決!飛雄馬対花形」 - Taiketsu! hyūma tsui hanagata             | 21 aprile 1979    |         |
| 3  | A tempo di samba 「吠えろ!南米の虎」 - Hoe ro! nanbei no tora                              | 28 aprile 1979    |         |
| 4  | Simon scopre il segreto 「左門の握った秘密」 - Hidari mon no nigitta himitsu               | 5 maggio 1979     |         |
| 5  | Gli avvertimenti di Cross 「王貞治の忠告」 - ōsadaharu no chūkoku                          | 12 maggio 1979    |         |
| 6  | Un rude giocatore 「高校野球の暴れん坊」 - Kōkōyakyū no abarenbō                           | 19 maggio 1979    |         |
| 7  | Harvey, nuovo giocatore 「丸目、野球に賭けろ!!」 - Maru me, yakyū ni kake ro!!             | 26 maggio 1979    |         |
| 8  | Un arrivo inaspettato 「型破りの新入り」 - Kata yaburi no shin'iri                         | 9 giugno 1979     |         |
| 9  | Una nuova tecnica 「めざせ!大リーグボール」 - Mezase! dai rigubōru                         | 16 giugno 1979    |         |
| 10 | Il nuovo superlancio 「大リーグボールへの壁」 - Dai rigubōru heno kabe                     | 23 giugno 1979    |         |
| 11 | Il superlancio di destro 「完成!大リーグボール右一号」 - Kansei! dai rigubōru migi ichigō  | 30 giugno 1979    |         |
| 12 | La palla miracolosa 「驚くべき魔球」 - Odoroku beki makyū                                  | 7 luglio 1979     |         |
| 13 | Il segreto del superlancio 「蜃気楼ボールの秘密」 - Suzuki o,ma.wa.shi.?hone?ū             | 14 luglio 1979    |         |
| 14 | La palla-miraggio 「見えた!?蜃気楼ボール」 - Mie ta!? shinkirō bōru                        | 21 luglio 1979    |         |
| 15 | Il genio sfortunato 「悲運の天才児・難波」 - Hiun no tensaiji. nanba                       | 28 luglio 1979    |         |
| 16 | L'entusiasmo della gioventù 「燃やせ!青春の炎」 - Moya se! seishun no honoo                | 4 agosto 1979     |         |
| 17 | Terrore per Gosman 「恐怖・死神ゴスマン」 - Kyōfu. shinigami gosuman                       | 11 agosto 1979    |         |
| 18 | Un'intervista molto importante 「飛雄馬の恋」 - Hyūma no koi                               | 18 agosto 1979    |         |
| 19 | Tommy e Susan 「愛の二死満塁」 - Ai no ni shi manrui                                       | 1º settembre 1979 |         |
| 20 | La conquista della palla-miraggio 「魔球攻略作戦」 - Makyū kōryaku sakusen                 | 8 settembre 1979  |         |
| 21 | Alexander abbandona il baseball 「激烈!!ツバメ返し打法」 - Gekiretsu!! tsubame kaeshi dahō | 15 settembre 1979 |         |
| 22 | La fine della palla-miraggio 「蜃気楼ボール・破れる!!」 - Shinkirō bōru poreru!!           | 22 settembre 1979 |         |
| 23 | Tommy, stella dei Giants 「新たなる出発」 - Arata naru shuppatsu                           | 29 settembre 1979 |         |

## Accoglienza
Nel sondaggio Manga Sōsenkyo 2021 indetto da TV Asahi, 150 000 persone hanno votato la loro top 100 delle serie manga e Tommy la stella dei Giants si è classificata al 38º posto.